# El hombre del traje marrón
El hombre del traje marrón es una novela de misterio de 1924 de la escritora británica Agatha Christie.

## Argumento
Ann Beddingfeld es hija de un famoso antropólogo. Cuando recibe la herencia de su padre, invierte todo su capital con el objetivo de vivir una gran aventura: descubrir el jefe de un grupo de criminales y ladrones de diamantes. Para ello se embarca en un crucero a África del Sur, donde se desarrollan la mayor parte de los acontecimientos. Los inocentes parecen sospechosos, los sospechosos simulan ser inocentes, pero la intrépida heroína no se amilana: cumple sus objetivos y encuentra el amor.
- Datos: Q1167555